# Beuerholz
Koordinaten: 51° 6′ 54″ N, 9° 29′ 42″ O
Das Beuerholz ist ein etwa 650 ha großer Markwald auf dem Gebiet der Stadt Felsberg im nordhessischen Schwalm-Eder-Kreis.

## Geographie

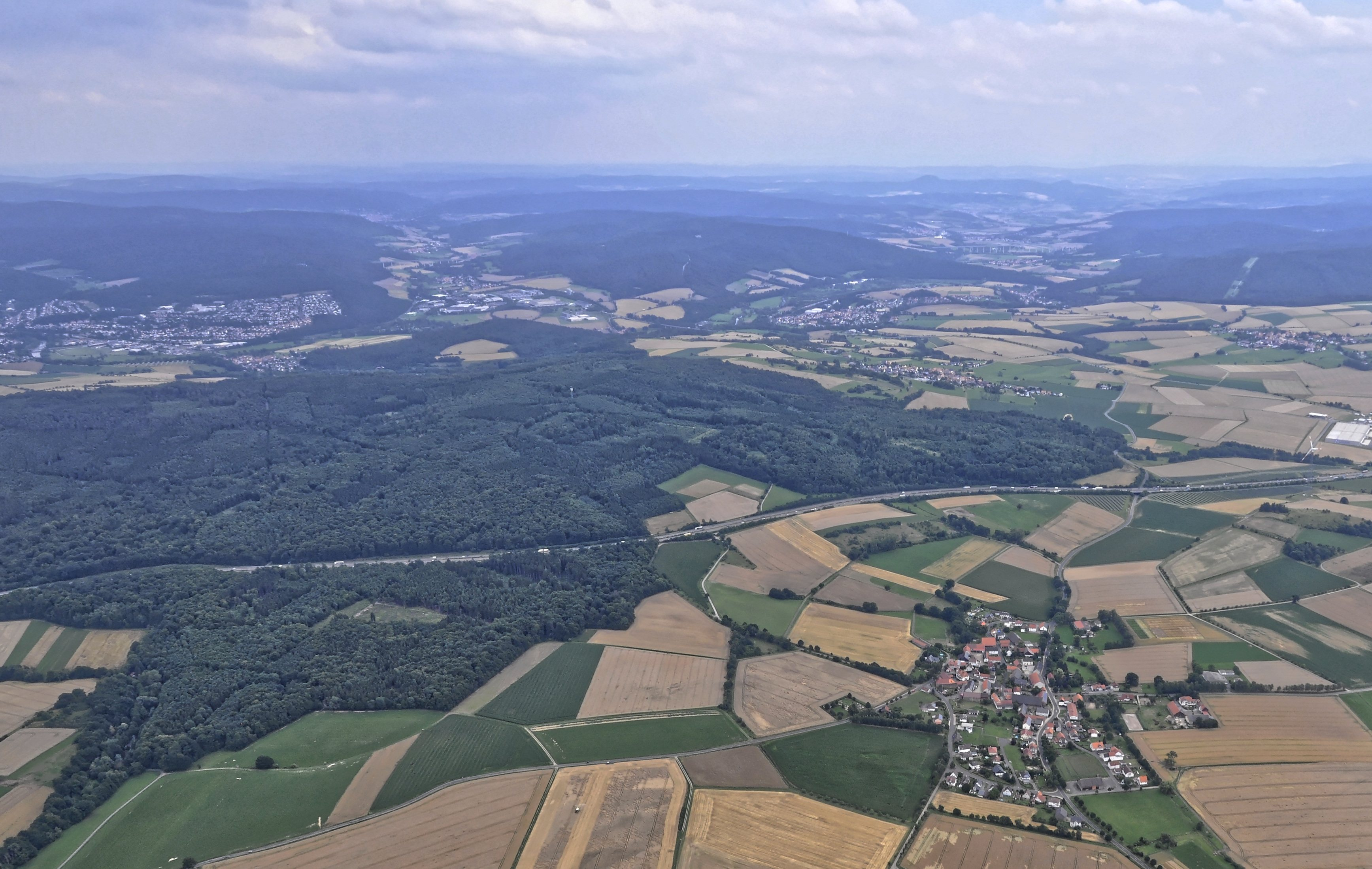
Der Markwald Beuerholz, von der Autobahn A 7 zwischen Hilgershausen (vorn) und Melsungen (links hinten) durchschnitten

Das Beuerholz befindet sich auf einem bis auf 380 m über NHN reichenden Höhenzug im Norden des Naturraums Homberger Hochland (Naturraum Nr. 356.3), zwischen der Fritzlarer Ederflur (Nr. 343.211) im Westen und dem Melsunger Fuldatal (Nr. 357.13) im Osten bzw. zwischen den beiden Kleinstädten Felsberg im Westen und Melsungen im Osten. Das Gebiet liegt auf der Wasserscheide zwischen Eder und Fulda und wird von mehreren Bächen entwässert, teilweise wie der Kesselbach im Südosten nach Osten in die Fulda, mehrheitlich jedoch nach Westen in die Eder oder über die Rhünda in die Schwalm und damit ebenfalls die Eder. Der größte und längste dieser Bäche ist der Sonderbach, der durch Beuern fließt und in Gensungen in die Eder mündet.

## Verkehr
Durch das Beuerholz verläuft von West nach Ost die Bundesstraße 253 von Felsberg zur nur 1 km nordöstlich des Dorfs Beuern gelegenen Autobahnanschlussstelle „S 62 Melsungen“ an die Bundesautobahn 7 und weiter nach Melsungen. Die BAB 7 verläuft abschnittsweise durch den Westteil des Walds von Norden nach Süden.
Mit seinen 25 km gut ausgebauten Waldwegen ist das Beuerholz ein beliebtes Ausflugsziel für Wanderer und Spaziergänger.

## Ökologie und Nutzung
Das Forsthabitat des Beuerholzes ist geprägt durch basaltige, eutrophe Standortbedingungen, und dies wird vorrangig durch den Anbau von Laubbäumen wie Buche, Ahorn, Eberesche und Eiche genutzt. Der Anteil von Nadelbäumen am Gesamtbestand beträgt nur rund 30 %. Der Wald ist über das Waldzertifizierungssystem PEFC hinsichtlich nachhaltiger Waldbewirtschaftung zertifiziert, wie die meisten hessischen Staats- und Gemeindewälder.
Das Laubholz wird mehrheitlich nicht als gerücktes Schnittholz oder Industrieholz, sondern als Brennholz an die örtliche Bevölkerung verkauft, wobei die Käufer die Bäume selber rücken und zerlegen (sog. Selbstwerbung) und daher einen geringeren Preis zahlen, als wenn das Forstamt diese Arbeit verrichtet. Etwa 150 örtliche Haushalte nutzen die Möglichkeit der Selbstwerbung. Das Nadelholz wird als Industrieholz für die Brennholznutzung, meist an kleine Unternehmen, verkauft, aber auch Hersteller von Spanplatten und Papier konkurrieren um das Industrieholz.

## Geschichte
Der Markwald Beuerholz und damit die Markgenossenschaft Beuerholz wurden am Sonntag Misericordas Domini, dem 14. April 1360, durch die Schenkungsurkunde des hessischen Landgrafen Heinrich II. und dessen Sohn Otto gegründet. Mit dieser Urkunde übereignete der Landgraf den Burgmannen und Bürgern der Stadt Felsberg und den Leuten zu Gensungen, Sundheim, Beuern, Heßlar und Melgershausen “gemeiniglich” das Waldgebiet genannt Hasenwinkel, Beuerholz, Hilgenberg und Gassenstruth. Damit wurde offenbar ein altes Gewohnheitsrecht anerkannt. (Das bereits zuvor bestehende Markwaldrecht des nahen Chorfrauenstifts Eppenberg in einem Teil dieses Waldgebiets wurde dabei ausdrücklich bestätigt.) Der Markwald Beuerholz umfasste ein Gebiet von 2778 Kasseler Morgen, in heutigen Maßen 663 Hektar. Der Landgraf sollte als Gegenleistung jährlich 12 Malter Hafer an Martini erhalten. Obermärker (d. h. Markvorsteher) war der Bürgermeister von Felsberg.
Die beiden Dörfer Heßlar und Melgershausen waren spätestens 1534 aus der Märkerschaft ausgeschieden, nachdem ihnen gemeinschaftlich ein Teil des Beuerholzes zur alleinigen Nutzung überwiesen worden war. Die Rechte des im 15. Jahrhundert wüst gefallenen Dorfs Sundheim fielen an das Dorf Helmshausen. Ein Bescheid der Regierung des Landgrafen Philipp I. aus dem Jahre 1534 erkannte die Markwaldrechte des Eigentums, der Holzgerichtsbarkeit und der Verwaltung ohne Widerrede der vier Gemeinden Felsberg, Gensungen, Beuern und Helmshausen ausdrücklich an. Geringfügige Einschnitte in die bis dato exklusiven Rechte der Markgenossenschaft Beuerholz erfolgten durch die Einräumung eines begrenzten Huterechts im Markwald für die Bewohner von Hilgershausen (1656), Elfershausen (1692) und Heßlar (1719).
Unter Landgraf Wilhelm IV. von Hessen-Kassel (reg. 1567–1592) wurde die Verpflichtung zur jährlichen Lieferung von 12 Malter Hafer durch eine Geldzahlung für Brennholz und Eichelmast ersetzt; Bauholz blieb weiterhin von Forstgeldzahlung befreit.
Da die Markgenossen offensichtlich ihre Verpflichtungen zur Hege und Pflege des Waldes im Laufe der Zeit erheblich vernachlässigten, griff die landgräfliche Regierung mehrfach ein und beschnitt dabei teilweise die überkommenen Rechte der Markgenossenschaft: 1608 erhielten die landgräflichen Forstbeamten ein Mitverwaltungs- und ‑aufsichtsrecht, und 1695 erließ Landgraf Karl eine Holzordnung für das Beuerholz, um die dort festgestellte Misswirtschaft und Waldverwüstung zu beenden.

## Landesherrliche Aushebelungsversuche
Im 19. Jahrhundert kam es dreimal zu Versuchen der jeweiligen Landesregierungen, den Markwald Beuerholz wieder in staatliches Eigentum zu überführen. Im Jahre 1808 versuchte es die Regierung des kurzlebigen napoleonischen Königreichs Westphalen, musste den Versuch jedoch angesichts der vorliegenden Dokumentationen aufgeben. 1843 versuchte die konservative Regierung des Kurfürstentums Hessen es ebenfalls, musste aber 1859 nach gerichtlichen Beschwerden der Markgenossenschaft einlenken. Nach der Annexion Kurhessens durch Preußen im Jahre 1866 kam es 1868 durch die neue Obrigkeit ein drittes Mal zu dem Versuch, die Eigentumsrechte der Markgenossenschaft zu beenden; aber auch dieses Mal obsiegten die Markgenossen im Jahre 1872 nach juristischer Überprüfung der historischen Dokumente.

## Heutige Rechtssituation
Im Grundbuch eingetragener Eigentümer ist die „Markgenossenschaft Markwald Beuerholz“, der die Markgenossen aus Felsberg, Gensungen, Beuern und Helmshausen angehören. 171 von 300 Anteilen gehören laut Satzung den Markgenossen von Felsberg, 71 denen aus Gensungen, 45 denen aus Beuern und 13 denen aus Helmshausen. Die Markgenossen aus Gensungen, Helmshausen und Beuern sind namentlich bekannt und ins Grundbuch eingetragen, aber die aus Felsberg sind unbekannt und ihre Rechte und Pflichten werden, laut Satzung, von der Stadt Felsberg wahrgenommen, deren Bürgermeister auch ex officio Obermärker des Markwaldes Beuerholz (Vorsitzender der Markgenossenschaft) ist. Die Stadt Felsberg als solche ist allerdings nicht als Miteigentümerin des Markwalds Beuerholz ins Grundbuch eingetragen.
Die Mitglieder der Markgenossenschaft haben prozentuale Anteile am Wald, aber keinen konkreten Besitzanspruch. Sie haben Mitbestimmungsrechte und die Art der Bewirtschaftung wird auf Vorschlag des zuständigen Försters in jährlichen Vollversammlungen gemeinschaftlich beschlossen. Sie können u. a. entscheiden, ob, wo und wie aufgeforstet wird oder ob auf der Waldfläche Windräder gebaut werden sollen. Außerdem kommen sie in den Genuss der Ausschüttungen, die die Markgenossenschaft vornehmen kann, wenn ihre Einnahmen aus Holzverkauf, Jagdpacht usw. die Ausgaben übersteigen.
Da die Forstverwaltung Ländersache ist, wird der Markwald Beuerholz vom Landesbetrieb Hessen-Forst bzw. vom Forstamt Melsungen forsttechnisch verwaltet und betrieben. Die Markgenossenschaft hat auch die Verantwortung für den Holzverkauf an das Forstamt übertragen, womit der Erwerb von zum Beispiel Waldrestholz aus dem Markwald nur über das Forstamt Melsungen möglich ist.

## Rechtsstreitigkeiten
Der rechtliche Status der Stadt Felsberg hinsichtlich des Markwaldes ist inzwischen Ursache gerichtlicher Auseinandersetzungen. Im Juni 2012 lehnte der Bundesgerichtshof den Eintrag der Stadt im Grundbuch als Eigentümer ab. Wie das Problem zu lösen ist, bleibt unklar. Die Stadt müsste zunächst ein Aufgebot zum Ausschluss der (noch unbekannten) Markgenossen beantragen, und erst wenn dieses Aufgebotsverfahren keine Ergebnisse brächte, könnte man die Stadt als Eigentümerin ins Grundbuch eintragen. Ein derartiges Aufgebot kann laut Bundesgerichtshof jedoch nur jemand beantragen, der das fragliche Grundstück seit mindestens 30 Jahren im Eigenbesitz hat, und da die Stadt immer nur als Vertreterin der unbekannten Markgenossen aufgetreten sei, sei sie eben nicht die Besitzerin des Waldgrundstücks. Das würde bedeuten, dass die Stadt kein Aufgebot beantragen kann.
Auch individuelle Bürger der Kernstadt Felsberg sind bisher mit Versuchen gescheitert, als Markgenossen und Miteigentümer des Beuerholzes ins Grundbuch eingetragen zu werden. Selbst der Verweis auf einen namentlich als Eigentümer eines Felsberger Burgsitzes mit Anspruch auf die Holznutzung aus dem Beuerholz genannten Vorfahren reichte dazu nicht aus. Laut Entscheid des Oberlandesgerichts Frankfurt am Main vom Juni 2013 darf die Stadt die unbekannten Markgenossen weiterhin vertreten; dies sei ein seit mehr als 150 Jahren praktiziertes Gewohnheitsrecht und kein substanzieller Eingriff in die Rechte der unbekannten Markgenossen.

## Windpark Felsberg/Markwald
Auf den Kammlagen des Beuerholzes entstand von Oktober 2016 bis Juni 2017 ein Windpark. Ursprünglich waren neun 200 m hohe Windkraftanlagen vorgesehen, aber der Plan musste modifiziert werden, da die Anlagen in der Einflugschneise des Heeresflugplatzes Fritzlar liegen. Nach entsprechenden Planänderungen wurden nur noch sechs Anlagen mit je 3 MW Nennleistung errichtet: Fünf mit 114 m Nabenhöhe und 182,5 m Gesamthöhe sowie eine Anlage mit 134 m Nabenhöhe und 199,5 m Gesamthöhe. Alle sechs Anlagen sind vom Typ Nordex N131/3000.
Ab Oktober 2016 wurden insgesamt 6,6 Hektar Wald gerodet und im Dezember wurde das Fundament für die erste der sechs Windenergieanlagen gegossen. Deren Turm war Ende März fertiggestellt, und am 25. April 2017 ging diese Anlage im Probebetrieb an Netz. Am 7. Juni 2017 wurde der Windpark offiziell eröffnet; zu diesem Zeitpunkt waren vier der sechs Anlagen montiert und drei davon am Stromnetz. Das letzte der sechs Windräder wurde am 22. Juni montiert, und Anfang Juli waren alle sechs Anlagen am Netz. Die Gesamtleistung des Windparks beträgt 18 Megawatt, und etwa 50 Millionen Kilowattstunden produzierter Strom werden jährlich erwartet, womit etwa 15 000 Haushalte versorgt werden können.